# Afriška unija
Afriška unija (kratica AU) je mednarodna organizacija, ki je bila ustanovljena julija 2002 in je naslednica Organizacije afriške enotnosti (OAE). Ustanovljena je bila po zgledu Evropske unije (vendar ima trenutno pristojnosti, ki so bliže Commonwealthu). Mnoge države Unije sodelujejo tudi v skupnih mednarodnih povezavah, kakršno je Gibanje neuvrščenih. Njeni cilji so širjenje demokracije, človekovih pravic in razvoja v Afriki, predvsem s povečevanjem tujih naložb v okviru programa New Partnership for Africa's Development (NEPAD). Prvi predsednik AU je bil južnoafriški predsednik Thabo Mbeki.

## Države članice
Afriška unija je sestavljena iz 55 članic, občasno se članstvo članici tudi suspendira zaradi kršitev. Članice so vse države članice OZN, ki ležijo v Afriki in afriških vodah, kot tudi delno priznana Demokratična arabska republika Sahara (DARS). Maroko, ki si lasti ozemlje DARS, je zaradi njenega sprejetja leta 1984 zapustil OAE; 30. januarja 2017 se je znova pridružil AU.
Alžirija, Angola, Benin, Bocvana, Burkina Faso, Burundi, Čad, Demokratična arabska republika Sahara, Demokratična republika Kongo, Džibuti, Egipt, Ekvatorialna Gvineja, Eritreja, Esvatini, Etiopija, Gabon, Gambija, Gana, Gvineja, Gvineja Bissau, Južni Sudan, Južnoafriška republika, Kamerun, Kenija, Komori, Lesoto, Liberija, Libija, Madagaskar, Malavi, Mali, Maroko, Mavretanija, Mavricij, Mozambik, Namibija, Niger, Nigerija, Republika Kongo, Ruanda, Sejšeli, Senegal, Sierra Leone, Slonokoščena obala, Somalija, Srednjeafriška republika, Sudan, Sveti Tomaž in Princ, Tanzanija, Togo, Tunizija, Uganda, Zambija, Zelenortski otoki in Zimbabve.

## Organizacije Afriške unije
Afriška unija je sestavljena iz različnih inštitucij:

### Panafriški parlament
Lahko postane najvišje zakonodajno telo Afriške unije. Sedež je v Midrandu, Južnoafriška republika. Parlament je sestavljen iz 265 izvoljenih predstavnikov iz vseh članic in predstavljajo prebivalstvo unije v procesu demokratičnega vladanja.

### Zbor Afriške unije
Sestavljajo ga predstavniki držav in vlad. Gre za najvišje vladajoče telo Afriške unije. Mnoge funkcije predaja parlamentu, srečujejo se enkrat letno in sprejemajo večino odločitev soglasno oziroma z dvotretjinsko večino.

### Komisija Afriške unije
Gre za upravo Afriške unije, sestavljeno iz 10 komisarjev in podpornega osebja, ki ima sedež v Etiopiji v Adis Abebi. Po vlogi in dejavnosti je zelo podobna Evropski komisiji, torej usklajuje, administrira in izvaja dejavnosti AU.

### Sodišče Afriške unije
Ustavni akt AU dovoljuje Sodišču, da odloča o sporih o razlaganju mednarodnih pogodb Afriške unije, pa tudi razlaganju drugih aktov prava Afriške unije. Sodišče je bilo opisano v dodatku k ustavni pogodbi leta 2003 in deluje od leta 2009. Ob sodišču AU obstaja tudi sodišče, ki varuje zgolj človekove pravice na podlagi Afriške listine o človekovih in ljudskih pravicah.

### Izvršni svet
SSestavljajo ga ministri vlad držav članic. Odloča o mednarodni izmenjavi, socialni varnosti, hrani, kmetijstvu in komunikacijami. Odgovarja zboru, pripravlja podatke in zakonodajo za zbor in parlament.

### Ekonomski, socialni in kulturni svet
Gre le za posvetovalni organ stroke in predstavnikov civilne družbe.

### Finančne inštitucije
- Afriška centralna banka – Abuja, Nigerija
- Afriška investicijska banka – Tripolis, Libija
- Afriški monetarni sklad – Yaoundé, Kamerun

Te ustanove še ne obstajajo, a obstaja ustanovni komite, ki usklajuje pravila o bodočem obstoju. Delovanje teh inštitucij bi omogočilo novo valuto Afro po zgledu evra.

### Človekove pravice
Afriška komisija za človekove in ljudske pravice obstaja od leta 1986 na podlagi same Afriške listine o človekovih pravicah in pravic ljudstev in ne kot ustavni akt same Afriške unije. Komisija je najvišji organ za zagotavljanje človekovih pravic med članicami, odgovorna je tudi za promocijo in nadzor upoštevanja listine. Od leta 2006 obstaja tudi Sodišče za človekove pravice in pravice ljudstev, ki podpira delovanje komisije in je prav tako nastalo kot posledica dodatnih protokolov Afriške listine o človekovih pravicah in pravic ljudstev.

## Geografija
Članice obsegajo celotno površino Afrike in nekaj otokov. Vsebujejo tako puščave, najdaljšo reko na svetu, gorovja, bogata rudninske in mineralne vire. Obsega približno 29.922.059 km² površine in okoli 24.165 km obale. Med otoki je pomembnejši otok Madagaskar.

## Zunanji odnosi
Kot nadnacionalna organizacija ima svoje predstavništvo v Generalni skupščini Združenih narodov. Prav tako Afriška unija vzpostavlja posebna diplomatska predstavništva z Združenimi državami Amerike in Evropsko unijo. Vse članice imajo tudi svoja predstavništva in svoje ambasade.
Od leta 2023 je organizacija stalna članica skupine G20.

## Zgodovina
Zgodovina združevanja afriških držav v unijo se prične z Unijo afriških držav, zgodnjo konfederacijo, ki jo je postavil Kwame Nkrumah v šestdesetih letih dvajsetega stoletja, kasneje je ustanovljena Organizacija afriške enotnosti, ki je bila ustanovljena 25.maja 1963 in Afriške gospodarske skupnosti, ki je pričela z delovanjem leta 1981. Organizacija afriške enotnosti je bila mnogokrat kritizirana zaradi slabega varovanja pravic prebivalcev s strani ZDA in Anglije. Izstopajoče so kritike glede enakovrednosti pravic homoseksualcev pred zakonom na kontinentu, ki je doživljal resne težave z AIDSom.
Afriške unija je bila kot ideja obujena s strani voditelja Libije Muamarja al-Gaddafija 9.septembra 1999 z dekleracijo Sirte. S sestankom v Lomé je bil sprejet ustanovni akt Afriške unije. Ustanovljeno je bilo tudi Novo partnerstvo za afriški razvoj.
Afriška unija je bila ustanovljena v Durbanu 9.julija 2002, prvi predsedujoči pa je bil Thabo Mbeki. Afriška unija je bila mnogokrat kritizirana zaradi slabega varovanja določenih pravic, veliko kritik je doživela tudi zaradi težav z demokratizacijo oblasti določenih članic.

## Seznam predsedujočih Afriški uniji
| Ime                           | Začete           | Konec            | Država                       |
| ----------------------------- | ---------------- | ---------------- | ---------------------------- |
| Thabo Mbeki                   | 9. julij 2002    | 10. julij 2003   | Južna Afrika                 |
| Joaquim Chissano              | 10. julij 2003   | 6. julij 2004    | Mozambik                     |
| Olusegun Obasanjo             | 6. julij 2004    | 24. januar 2006  | Nigerija                     |
| Denis Sassou-Nguesso          | 24. januar 2006  | 24. januar 2007  | Kongo                        |
| John Kufuor                   | 30. januar 2007  | 31. januar 2008  | Gana                         |
| Jakaya Kikwete                | 31. januar 2008  | 2. februar 2009  | Tanzanija                    |
| Moamer Gadafi                 | 2. februar 2009  | 31. januar 2010  | Libija                       |
| Bingu wa Mutharika            | 31. januar 2010  | 31. januar 2011  | Malavi                       |
| Teodoro Obiang Nguema Mbasogo | 31. januar 2011  | 29. januar 2012  | Ekvatorialna Gvineja         |
| Yayi Boni                     | 29. januar 2012  | 27. januar 2013  | Benin                        |
| Hailemariam Desalegn          | 27. januar 2013  | 30. januar 2014  | Etiopija                     |
| Mohamed Ould Abdel Aziz       | 30. januar 2014  | 30. januar 2015  | Mavretanija                  |
| Robert Mugabe                 | 30. januar 2015  | 30. januar 2016  | Zimbabve                     |
| Idriss Déby                   | 30. januar 2016  | 30. januar 2017  | Čad                          |
| Alpha Condé                   | 30. januar 2017  | 28. januar 2018  | Gvineja                      |
| Paul Kagame                   | 28. januar 2018  | 10. februar 2019 | Ruanda                       |
| Abdel Fattah el-Sisi          | 10. februar 2019 | 10. februar 2020 | Egipt                        |
| Cyril Ramaphosa               | 10. februar 2020 | 06. februar 2021 | Južna Afrika                 |
| Félix Tshisekedi              | 06. februar 2021 | 05. februar 2022 | Demokratična republika Kongo |
| Macky Sall                    | 05. februar 2022 | 18. februar 2023 | Demokratična republika Kongo |
| Azali Assoumani               | 18. februar 2023 | 17. februar 2024 | Komori                       |
| Mohamed Ould Ghazouani        | 17. februar 2024 | predsedujoči     | Mavretanija                  |